# فرانسیسکو یسته
فرانسیسکو یسته (انگلیسی: Francisco Yeste؛ زادهٔ ۶ دسامبر ۱۹۷۹) بازیکن فوتبال اهل اسپانیا است.
از باشگاه‌هایی که در آن بازی کرده‌است می‌توان به باشگاه فوتبال المپیاکوس، باشگاه فوتبال اتلتیک بیلبائو، باشگاه ورزشی بنی یاس، باشگاه فوتبال اتلتیک بیلبائو بی، و باشگاه فوتبال الوصل امارات اشاره کرد.
وی همچنین در تیم‌های ملی فوتبال زیر ۱۸ سال اسپانیا، زیر ۲۰ سال اسپانیا، زیر ۲۱ سال اسپانیا، و باسک بازی کرده‌است.